# Gustav Ernesaks
Gustav Ernesaks (12 december 1908, Perila, Gouvernement Estland - 24 januari 1993, Tallinn, Estland) was een Estse componist en dirigent.
Gustav Ernesaks is vooral bekend van Mu isamaa on minu arm, het officieuze volkslied van Estland tijdens de Sovjetbezetting van 1940 tot 1991. Hij was tevens een van de drijvende krachten achter het Estisch Zangfeest (Laulupidu) tijdens die periode. Daarnaast componeerde hij ook de muziek voor het volkslied van de Estische Socialistische Sovjetrepubliek.